# Эйи-э-Ломбю
Эйи́-э-Ломбю́ (фр. Euilly-et-Lombut) — коммуна во Франции, находится в регионе Шампань — Арденны. Департамент коммуны — Арденны. Входит в состав кантона Музон. Округ коммуны — Седан.
Код INSEE коммуны — 08159.
Коммуна расположена приблизительно в 220 км к северо-востоку от Парижа, в 95 км северо-восточнее Шалон-ан-Шампани, в 34 км к юго-востоку от Шарлевиль-Мезьера.

## Население
Население коммуны на 2008 год составляло 110 человек.
| 1962 | 1968 | 1975 | 1982 | 1990 | 1999 | 2008 |
| ---- | ---- | ---- | ---- | ---- | ---- | ---- |
| 147  | 157  | 137  | 129  | 123  | 114  | 110  |

## Экономика

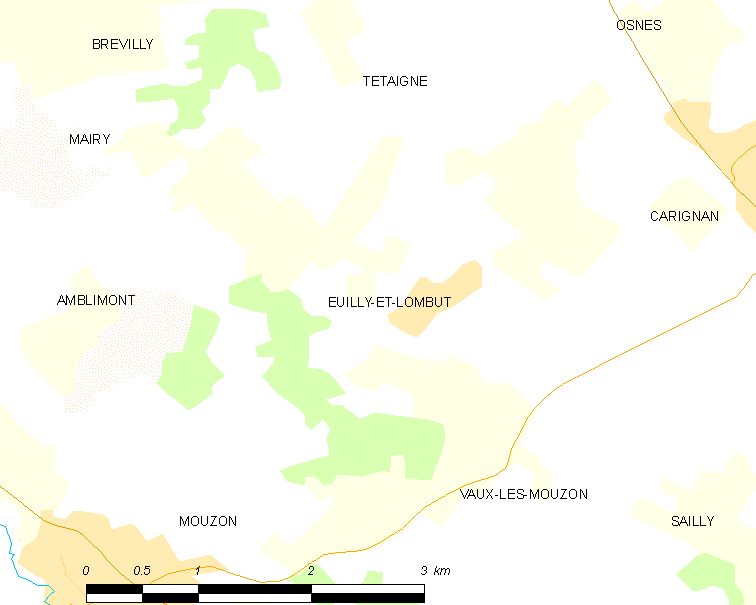
Карта коммуны

В 2007 году среди 70 человек в трудоспособном возрасте (15—64 лет) 52 были экономически активными, 18 — неактивными (показатель активности — 74,3 %, в 1999 году было 57,9 %). Из 52 активных работали 45 человек (31 мужчина и 14 женщин), безработных было 7 (4 мужчины и 3 женщины). Среди 18 неактивных 8 человек были учениками или студентами, 5 — пенсионерами, 5 были неактивными по другим причинам.